# Konzulat Republike Slovenije v San Franciscu
Konzulat Republike Slovenije v San Franciscu je diplomatsko-konzularno predstavništvo (konzulat) Republike Slovenije s sedežem v San Franciscu (ZDA); spada pod okrilje Veleposlaništvu Republike Slovenije v Združenih državah Amerike.